# تسوتکوفا بارا
تسوتکوفا بارا (به بلغاری: Tsvetkova bara) روستایی در بلغارستان است که در شهرستان برکوویتسا واقع شده‌است.